# Орем (Юта)
О́рем (англ. Orem) — город в округе Юта (Юта, США). По данным переписи за 2010 год число жителей Орема составляло 88 328 человек, что делает его 5-м в списке крупнейших городов штата.
Пригород Солт-Лейк-Сити. В городе находятся высокотехнологичные производства, телевизионные студии и фирмы программного обеспечения, которые заменили другие производства в 1990-х годов. В метрополитенском ареале Орем-Прово проживает 526 810 человек.
В городе находится Университет долины Юта (Utah Valley University), колледж Стивенс-Хенагер (Stevens-Henager College), университетом Юты (Utah State University). Территория Орема относится к Алпайнскому школьному округу (Alpine School District).

## Географическое положение
По данным Бюро переписи населения США город имеет общую площадь в 47,4 км². Орем находится в 6 км к северу от Прово. К востоку протекает река Прово в каньоне Прово-Ривер, к западу находится озеро Юта.

## История
Поселение было основано под именем Прово-Бенч, а затем переименовано в честь владельца железной дороги Уолтера Орема. Орем был инкорпорирован в 1919 году, он был основан как сельскохозяйственный район, в котором пастбища располагались внутри посёлка (в отличие от других поселений мормонов, где поля выносились из города). В 1940-х в городе было построено сталелитейное производство Женева, что привлекло в город рабочую силу. К 1980-х производство пошло на спад и завод поменял владельца.

## Население
| Год переписи | Нас.  |  | %±     |
| ------------ | ----- |  | ------ |
| 1890         | 435   |  | —      |
| 1900         | 692   |  | 59,1%  |
| 1910         | 1064  |  | 53,8%  |
| 1920         | 1664  |  | 56,4%  |
| 1930         | 1915  |  | 15,1%  |
| 1940         | 2914  |  | 52,2%  |
| 1950         | 8351  |  | 186,6% |
| 1960         | 18394 |  | 120,3% |
| 1970         | 25729 |  | 39,9%  |
| 1980         | 52399 |  | 103,7% |
| 1990         | 67561 |  | 28,9%  |
| 2000         | 84324 |  | 24,8%  |
| 2010         | 88328 |  | 4,7%   |
| 2016         | 97499 |  | 10,4%  |

По данным переписи 2010 года население Орема составляло 88 328 человек (из них 49,9 % мужчин и 50,1 % женщин), в городе было 25 816 домашних хозяйств и 20 363 семей. На территории города было расположено 26 970 построек со средней плотностью 569 построек на один квадратный километр суши. Расовый состав: белые — 84,5 %, афроамериканцы — 0,7 %, азиаты — 1,9 %, коренные американцы — 0,9 %. 16,1 % имеют латиноамериканское происхождение.
Население города по возрастному диапазону по данным переписи 2010 года распределилось следующим образом: 30,9 % — жители младше 18 лет, 6,1 % — между 18 и 21 годами, 54,7 % — от 21 до 65 лет и 8,3 % — в возрасте 65 лет и старше. Средний возраст населения — 26,2 лет. На каждые 100 женщин в Ореме приходилось 99,6 мужчин, при этом на 100 совершеннолетних женщин приходилось уже 97,2 мужчин сопоставимого возраста.
Из 25 816 домашних хозяйств 78,9 % представляли собой семьи: 65,2 % совместно проживающих супружеских пар (34,0 % с детьми младше 18 лет); 9,7 % — женщины, проживающие без мужей и 4,0 % — мужчины, проживающие без жён. 21,1 % не имели семьи. В среднем домашнее хозяйство ведут 3,35 человека, а средний размер семьи — 3,71 человека. В одиночестве проживали 14,3 % населения, 5,8 % составляли одинокие пожилые люди (старше 65 лет).

## Экономика
В 2016 году из 67 635 человека старше 16 лет имели работу 43 276. При этом мужчины имели медианный доход в 44 480 долларов США в год против 32 601 долларов среднегодового дохода у женщин. В 2016 году медианный доход на семью оценивался в 61 647 $, на домашнее хозяйство — в 56 376 $. Доход на душу населения — 21 659 $ в год. 12,8 % от всего числа семей в Ореме и 16,0 % от всей численности населения находилось на момент переписи за чертой бедности.